# ترشاب (دورود)
ترشاب (دورود)، روستایی از توابع بخش مرکزی شهرستان دورود در استان لرستان ایران است.

## سه دِه آسترکی(چال آسترکی)
این روستا به همراه ۲ روستای گاوکشه و حشمت آباد به سه دِه آسترکی یا (چال آسترکی) معروف هستند.
آسترکی‌ها حدود ۲۰۰ تا۲۵۰ سال پیش در این مناطق یکجانشین شدن و تا قبل از آن مناطق سردسیری آنها نیز بوده است.
امروزه افراد زیادی از طوایف دیگر در این مناطق زندگی می‌کنند و آسترکی‌های زیادی از چال آسترکی (حشمت آباد، گاوکشه، ترشاب) به شهر کوچ کرده‌اند، اما بازهم تعداد زیادی از آسترکی‌ها در این سه روستا ساکن هستند.

## جمعیت
این روستا در دهستان حشمت آباد قرار دارد و براساس سرشماری مرکز آمار ایران در سال ۱۳۸۵، جمعیت آن ۱٬۰۳۸ نفر (۲۳۲خانوار) بوده‌است.